# Dresslers Kunsthandbuch
Dresslers Kunsthandbuch est une encyclopédie d'art complète en plusieurs volumes.

## Histoire
Le dictionnaire d'art est publié par Willy Oskar Dressler (de) (1876-1954). L'ouvrage de référence répertorie, entre autres, environ 32 000 artistes, archéologues, spécialistes de l'art et écrivains d'art allemands vivant dans les années 1920. Il contient de brèves informations sur les artistes visuels germanophones et était à l'origine davantage conçu comme un carnet d'adresses que comme une encyclopédie.
Le lexique est apparu pour la première fois de 1906 à 1913 sous le titre Dresslers Kunstjahrbuch. Ein Nachschlagebuch für deutsche bildende und angewandte Kunst 
Il est ensuite poursuivi en trois volumes sous le nom de Dresslers Kunsthandbuch, dont certains sont apparus dans plusieurs éditions.
- Dresslers Kunsthandbuch. Erster Band. Bild, Kunst und Tonkunst. Das Buch der öffentlichen Kunstpflege Deutschlands, Österreichs, Dänemarks, Finnlands, der Niederlande, Norwegens, Schwedens, der Schweiz und Spaniens. Wasmuth, Berlin 8, 1923; Buchhandlung des Waisenhauses, Halle (Saale) 9, 1930 – 10, 1934.
- Dresslers Kunsthandbuch. Zweiter Band. Das Buch der lebenden deutschen Künstler, Altertumsforscher, Kunstgelehrten und Kunstschriftsteller. Bildende Kunst. Wasmuth, Berlin 8, 1921; Curtius, Berlin 9, 1930.
- Dresslers Kunsthandbuch. Dritter Band. Tonkunst. Das Buch der lebenden deutschen Künstler, Musikgelehrten und Musikschriftsteller. Wasmuth, Berlin 8, 1921.

La 9e édition est publiée en 1930. Le 2e volume est réimprimé vers 1990 en raison de sa grande valeur pour le commerce de l'art et des antiquités.